# MasterChef Nastolatki
MasterChef Nastolatki – polski kulinarny program telewizyjny typu reality show oparty na brytyjskim formacie, emitowany od 2024 roku na antenie TVN.

## Charakterystyka programu
Celem programu jest wyłonienie talentów spośród amatorów kuchni w wieku od 13 do 17 lat. Kucharze-amatorzy walczą o tytuł Mistrza Kuchni, statuetkę, nagrodę pieniężną w wysokości 35 tys. zł, kontrakt na wydanie autorskiej książki kucharskiej i udział w warsztatach w Akademii Kulinarnej Sokolika. Finałową czternastkę, a następnie zwycięzcę, wybiera jury. 
W odróżnieniu do programu MasterChef i MasterChef Junior w show pojawiła się funkcja prowadzącego będącego wsparciem dla zawodników i łącznikiem między planem telewizyjnym a platformami społecznościowymi. W pierwszym sezonie w tej roli zadebiutował autor książek kucharskich i bloger Michał Korkosz.

## Jurorzy
| Juror              | Edycja | Edycja |
| Juror              | 1      | 2      |
| ------------------ | ------ | ------ |
| Michel Moran       | ●      | ●      |
| Dorota Szelągowska | ●      | ●      |
| Tomasz Jakubiak    | ●      |        |

## Wyniki poszczególnych edycji

### Pierwsza edycja (2024)[9]
| Miejsce | Uczestnik           |
| ------- | ------------------- |
| 1.      | Martyna Niemiec     |
| 2.      | Zuzanna Gutkowska   |
| 2.      | Maja Klejnot        |
| 4.      | Antoni Lis          |
| 5.      | Aleksandra Sopella  |
| 5.      | Mariusz Bogusławski |
| 7.      | Marta Kornacka      |
| 7.      | Bartosz Pastuszak   |
| 7.      | Nikodem Gruszka     |
| 10.     | Martyna Wzorek      |
| 11.     | Dominik Moczydlany  |
| 11.     | Borys Kaszubowski   |
| 13.     | Iwo Minich          |
| 13.     | Natalia Piasecka    |

### Druga edycja (2025)
| Miejsce | Uczestnik            |
| ------- | -------------------- |
| 1.      | Ida Rojewska         |
| 2.      | Zofia Król           |
| 3.      | Alicja Trólka        |
| 3.      | Neli Szelestowska    |
| 5.      | Adrian Ziółkowski    |
| 5.      | Natalia Ryndak       |
| 7.      | Julia Krasnowska     |
| 8.      | Eryk Beroud          |
| 8.      | Leon Matyaszek       |
| 10.     | Zofia Zalewska       |
| 10.     | Borys Loch           |
| 12.     | Marcel Głuszek       |
| 13.     | Piotr Sobczak        |
| 13.     | Michalina Poncyliusz |
| 13.     | Maria Garbasz        |
| 13.     | Paulina Pilska       |
| 17.     | Bartosz Żwirko       |
| 17.     | Amelia Korach        |

## Emisja w telewizji
| Edycja            | Odcinki           | Pierwsza emisja telewizyjna (TVN) | Pierwsza emisja telewizyjna (TVN) | Pierwsza emisja telewizyjna (TVN) | Pierwsza emisja telewizyjna (TVN) | Pierwsza emisja telewizyjna (TVN) |
| Edycja            | Odcinki           | Sezon                             | Premiera                          | Finał                             | Pora emisji                       | Średnia oglądalność               |
| ----------------- | ----------------- | --------------------------------- | --------------------------------- | --------------------------------- | --------------------------------- | --------------------------------- |
| 1.                | 1–8 (8)           | wiosna 2024                       | 3 marca 2024                      | 28 kwietnia 2024                  | niedziela 20:00                   | 821 tys.                          |
| 2.                | 9–17 (8)          | wiosna 2025                       | 24 lutego 2025                    | 14 kwietnia 2025                  | poniedziałek 20.50/20.55          | 586 tys.                          |
| odcinek specjalny | odcinek specjalny | wiosna 2025                       | 21 kwietnia 2025                  | 21 kwietnia 2025                  | poniedziałek 12:10                | bd.                               |